# Трофи Клаб (Тексас)
Трофи Клаб (енгл. Trophy Club) град је у америчкој савезној држави Тексас. По попису становништва из 2010. у њему је живело 8.024 становника.

## Демографија
Према попису становништва из 2010. у граду је живело 8.024 становника, што је 1.674 (26,4%) становника више него 2000. године.
| Група             | 2000.         | 2010.         |
| Белци             | 5.765 (90,8%) | 6.962 (86,8%) |
| Афроамериканци    | 105 (1,7%)    | 151 (1,9%)    |
| Азијати           | 112 (1,8%)    | 283 (3,5%)    |
| Хиспаноамериканци | 265 (4,2%)    | 510 (6,4%)    |
| Укупно            | 6.350         | 8.024         |